# Нола
Нола (итал. и неап. Nola) — коммуна в Италии, располагается в регионе Кампания, в провинции Неаполь.
Считается, что в этом городе зародилась традиция колокольного звона во время христианских богослужений.
Население составляет 34 467 человек (на 2018 г.), плотность населения — 883 чел./км². Занимает площадь 39 км². Почтовый индекс — 80035. Телефонный код — 081.
Покровителем населённого пункта считается св. Феликс Ноланский. Праздник ежегодно отмечается 15 ноября.

## История

### Античность
Нола была основана авзонами. Во время римского вторжения в Неаполь в 328 г. до н. э. Нола, вероятно, была оккупирована осками в союзе с самнитами.
При римском правлении город был местом 1-й, 2-й и 3-й битв при Ноле во время Второй Пунической войны, когда Ганнибал вторгся в Италию. Во время неудавшегося восстания рабов город подвергся штурму со стороны Спартака. 19 августа 14 г. в Ноле умер император Октавиан Август.
Считается, что один из епископов Нолы, римский сенатор Павлин Ноланский, был основателем традиции колокольного звона. Мощи Павлина, хранящиеся в Ноле, превратили город в место христианского паломничества.

### Средневековье
Нола была разграблена Аларихом I в 410 году и вандалами под предводительством Гейзериха в 453 году. Она подверглась набегу со стороны мусульман в 904 году и была захвачена Манфредом, королём Сицилии, в 13 веке. При Карле I Анжуйском Нола принадлежала графу Ги де Монфору. Город был унаследован представителем рода Орсини, мужем его старшей дочери, а затем принадлежал членам их семьи.

### Новое время
В 1460 году произошла битва при Ноле, в которой Жан II, герцог Лотарингии, победил Фердинанда I, короля Неаполя. Однако Фердинанд I восстановил свои владения в течение следующего десятилетия. В 15-16 веках Нола подверглась неоднократным разрушениям из-за землетрясений.
В 1820 году в Ноле началась революция, возглавляемая карбонариями.
Уроженцем города был скульптор Джованни Мерлиано, работы которого находятся в церквях города.

## Объекты культурного наследия
- Римский амфитеатр Нолы — один из старейших и крупнейших амфитеатров в Кампании, вмещающий около 20 000 зрителей. Сооружение имеет эллиптическую форму размером 138 на 108 метров. Оно было построено в I веке до нашей эры в ходе масштабного расширения древнего городского центра на север после основания колонии римских граждан в результате завоевания города Суллой. Амфитеатр несколько раз реконструировали — в I веке нашей эры и между II и III веками. Здание использовалось для показа представлений до V века, а затем было разграблено. Первое иконографическое изображение амфитеатра Нолы было найдено в Арагонских пергаментах конца XV века. С XVI века сооружение приобрело название «Anfiteatro Laterizio» — «кирпичный амфитеатр», используемое и сегодня. В 2023 году власти Неаполя запустили проект по восстановлению амфитеатра в Ноле[3][4][5].
- Замок Чикала — замок, основанный ломбардцами в норманнскую эпоху. В период с 1130 по 1140 год стал одной из оперативных баз по удержанию Неаполя в осаде. В настоящее время принадлежит капуцинам Нолы[6].
- Палаццо Альбертини (ныне Ковоне) — дворец, построенный в начале XVI века по приказу Джентиле Альбертини[7].
- Историко-археологический музей.
- Епархиальный музей.
- Монастырь Святого Креста.
- Церковь Джезу.
- Церковь и монастырь Аннунциата.
- Церковь Святых Апостолов.
- Церковь Сан-Бьяджо.
- Собор Вознесения Девы Марии[8].

## Персоны и события, связанные с городом Нола
- Возле Нолы произошло три сражения второй Пунической войны.
- В городе Нола умер Октавиан Август (63 год до н. э. — 19 августа 14 год н. э.).
- В городе Нола родился епископ Феликс Ноланский (III век), святой Католической церкви.
- В городе Нола умер Павлин Ноланский (ок. 354 — 22 июня 431) — епископ Нолы, святитель. Память в Католической Церкви — 22 июня, в Православной Церкви — 23 января.
- В городе Нола родился Джордано Бруно (1548—1600) — итальянский философ и поэт, представитель пантеизма.
- 2 июля 1820 год — в городе Нола начинается восстание карбонариев, которое охватывает всю континентальную часть Королевства Обеих Сицилий.

## Демография
Динамика населения:

## Администрация коммуны
- Официальный сайт: http://www.comune.nola.na.it